# Lissoteles aquilonius
Lissoteles aquilonius là một loài ruồi trong họ Asilidae. Lissoteles aquilonius được Martin miêu tả năm 1961. Loài này phân bố ở vùng Tân nhiệt đới.